# Ярослав Башта
Ярослав Башта (чеськ. Jaroslav Bašta, 15 травня 1948, Пльзень, Чехія — 7 квітня 2024) — чеський дипломат. Надзвичайний і Повноважний Посол Чехії в Україні (2007—2010).

## Біографія
Народився 15 травня 1948 року в м. Пльзень. Закінчив Карлів університет, філософський факультет, історична археологія.
З 1966 до 1967 — працював вихователем молоді.
З 1967 до 1970 — навчався в Карловому університеті в Празі.
У 1970 — за участь в студентському русі заарештований, отримав 2,5 років обмеження волі.
З 1972 до 1989 — містобудівельник і технік підприємства «Будівництво автомобільних доріг та залізниць».
У 1976 — підписав «Хартію 77», брав активну участь у правозахисному русі, друкувався в підпільній газеті «Листи», в журналі «Свідчення» і в самвидаві.
У 1980-ті — займався науковою діяльністю, опублікував понад 130 статей з археології в ряді журналів Чехословаччини та Німеччини.
З 1989 — директор Районного музею в місті Пльзень-Ссвер, згодом директор відділу в Управлінні із захисту конституції та демократії.
З 1990 — заступник директора державної служби безпеки ЧСФР.
З 1991 до 1993 — голова Незалежної комісії при МВС ЧСФР.
З 1993 до 1996 — займався підприємницькою діяльністю в області будівельних і проектних робіт, брав участь в декількох міжнародних проектах з проблем подолання наслідків минулого.
З 1993 — співробітничав з Чеською соціал-демократичною партією (ČSSD) як голова комісії з безпеки.
У 1996 — обраний в Палату депутатів Парламенту Чеської Республіки, працював головою Постійної комісії з контролю за діяльністю «BIS» (Служба безпеки та інформації — контррозвідка), заступником голови Комітету з оборони і безпеки, був членом Постійної делегації Чехії в НАТО і членом Організаційного комітету.
У 1998 — обраний в Палату депутатів Парламенту Чехії, член Комітету з оборони і безпеки.
З 1998 до 2000 — міністр Уряду Чехії (міністр без портфеля).
З 2000 до 2005 — Надзвичайний і Повноважний Посол Чехії в Москві (Росія).
З 2006 до 2007 — заступник міністра МЗС Чехії.
З 2007 до 2010 — Надзвичайний і Повноважний Посол Чехії в Києві (Україна).